# Слейден (Теннессі)
Слейден (англ. Slayden) — місто (англ. town) в США, в окрузі Діксон штату Теннессі. Населення — 170 осіб (2020).

## Географія
Слейден розташований за координатами 36°17′44″ пн. ш. 87°28′15″ зх. д. / 36.29556° пн. ш. 87.47083° зх. д. (36.295653, -87.470939).  За даними Бюро перепису населення США в 2010 році місто мало площу 3,46 км², уся площа — суходіл.

## Демографія
Згідно з переписом 2010 року, у місті мешкало 178 осіб у 74 домогосподарствах у складі 55 родин. Густота населення становила 51 особа/км².  Було 91 помешкання (26/км²).
Расовий склад населення:
| - 97,2 % — білих - 1,7 % — чорних або афроамериканців |

До двох чи більше рас належало 1,1 %. Частка іспаномовних становила 2,2 % від усіх жителів.
За віковим діапазоном населення розподілялося таким чином: 20,2 % — особи молодші 18 років, 55,1 % — особи у віці 18—64 років, 24,7 % — особи у віці 65 років та старші. Медіана віку мешканця становила 48,4 року. На 100 осіб жіночої статі у місті припадало 93,5 чоловіків;  на 100 жінок у віці від 18 років та старших — 94,5 чоловіків також старших 18 років.
Середній дохід на одне домашнє господарство  становив 42 720 доларів США (медіана — 32 500), а середній дохід на одну сім'ю — 46 743 долари (медіана — 36 250). За межею бідності перебувало 23,0 % осіб, у тому числі 61,3 % дітей у віці до 18 років та 4,9 % осіб у віці 65 років та старших.
Цивільне працевлаштоване населення становило 48 осіб. Основні галузі зайнятості: науковці, спеціалісти, менеджери — 25,0 %, виробництво — 22,9 %, освіта, охорона здоров'я та соціальна допомога — 12,5 %, мистецтво, розваги та відпочинок — 8,3 %.